# Pipizella leleji
Pipizella leleji är en tvåvingeart som beskrevs av Kuznetzov 1990. Pipizella leleji ingår i släktet rotlusblomflugor, och familjen blomflugor. Inga underarter finns listade i Catalogue of Life.